# Žárové nástřiky
Žárové nástřiky (stříkání) slouží k nanášení a vytváření kovových, kovokeramických a keramických povlaků na různé typy konstrukčních materiálů bez ohledu na stav jejich tepelného zpracování. Cílem aplikace povlaků vytvořených technologií žárového stříkání je povrchová úprava resp. výroba nebo obnova funkčních ploch se specifickými vlastnostmi na strojních součástech za současného snížení výrobních i provozních nákladů. Tuto technologii je možné používat jak v oblasti prvovýroby, tak v oblasti oprav a renovací. Tato technologie byla poprvé použita před 100 lety (kolem roku 1910) švýcarským fyzikem dr. Maxem A. Schoopem (v češtině jsme se mu odměnili dodnes užívaným názvem nástřiku mědi z drátu – šopováním). Žárové nástřiky jsou jako významný proces zahrnuty do nomenklatury Evropské svářečské federace EWF (European Welding Federation) EOTC Agrement Group for Welding, Joining, Cutting and Surfacing.

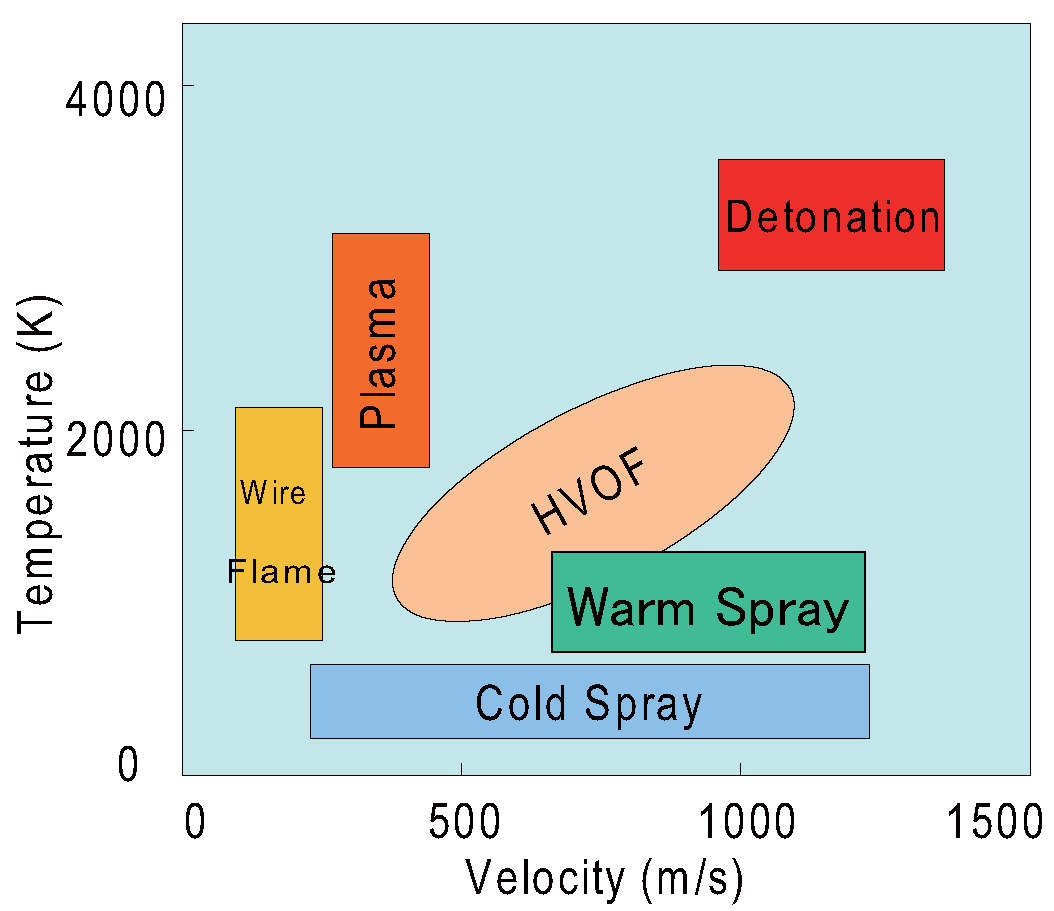
Rozdělení žárových nástřiků z hlediska pracovních teplot a rychlosti nanášených částic

## Technologie
Pro aplikaci žárového stříkání není podstatné chemické složení základního materiálu povlakované součásti, ani stav jejího tepelného zpracování. Povlaky nelze nanášet pouze na součásti s již vytvořenými vrstvami např. nitridací nebo chromováním. Během procesu nanášení povlaků dochází k ohřátí základního materiálu na teploty kolem 100 °C, ve výjimečných případech do 150 °C. Nedochází tudíž ani k deformaci povlakované součásti, ani k degradaci struktury základního materiálu. Obecně lze proces vytváření povlaků technologií žárového stříkání charakterizovat jako natavování přídavného materiálu ve formě prášku, drátu nebo tyčinky, jejichž částice jsou urychlovány a nanášeny na předem připravený (odmaštěný, otryskaný) povrch součástí. Po dopadu na základní materiál dochází k částečné nebo úplné deformaci individuálně dopadajících částic, které se postupně velmi rychle ochlazují, tuhnou a vytvářejí typickou strukturu povlaku. Tloušťky povlaků se pohybují od 0,05 mm až do několika milimetrů podle použité metody technologie. Pracoviště může být vybaveno robotizovanými systémy, které zajišťují vysokou spolehlivost a reprodukovatelnost procesu nanášení na různé tvary polotovarů - rotační, rovinné, nebo jiné složitější tvary - a s určitým omezením i do otvorů.
Metody žárového nástřiku, kde se používají technické plyny, se rozdělují podle druhu tepelného zdroje použitého k natavení nanášeného materiálu do dvou skupin:
1. Tepelná energie hoření směsi kyslíku a topného plynu
  - nástřik plamenem. Nástřik z drátu (nebo prášku) plamenem – metalizace (šopování, Wire Flame)
  - detonační nástřik: D-Gun™, Super DGun™ (TM, trade mark - obchodní značka Praxair)[3]
  - vysokotlaký a vysokorychlostní nástřik plamenem: HP (High Pressure) resp HVOF (Hight Velocity Oxygen Fuel)
2. Tepelná energie elektrického zdroje
  - nástřik elektrickým obloukem z drátu (Wire Arc Spray, Warm Spray)
  - plazmatický nástřik z prášků: atmosférický APS (Air Plasma Spraying) a nízkotlaký LPPS (Low Pressure Plasma Spraying) popř. VPS (Vacuum Plasma Spraying)

Problematice žárového stříkání je věnována řada evropských norem ČSN EN ISO.

## Popis jednotlivých technologií

### Nástřik plamenem

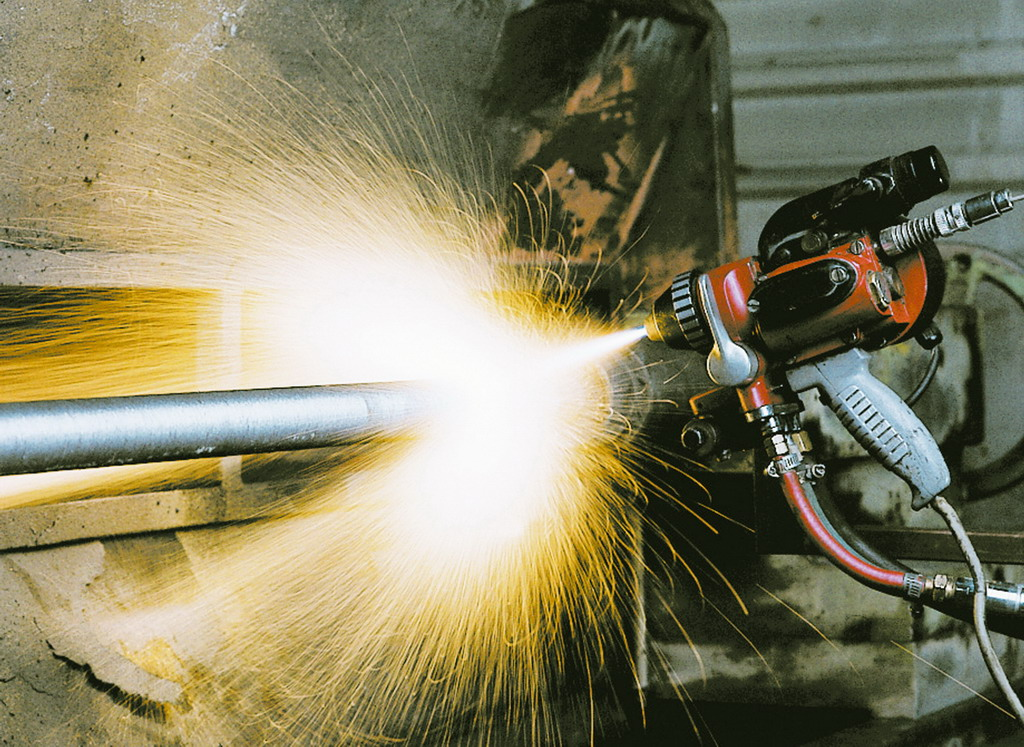
Nástřik plamenem

Nástřik plamenem je nejstarším způsobem žárového nástřiku. Tato metoda používá kyslík společně s topným plynem (acetylen, propylen, propan, propan-butan, vodík). Nanášený materiál ve formě prášku je přiváděn tlakem dopravního plynu (vzduch) nebo ve formě drátu do plamene, vzniklého hořením této směsi, kde dojde k jeho natavení a urychlení tlakem rozstřikovacího plynu (vzduch) směrem k povlakované součásti.
Pro zvýšení teploty plamene lze použít přídavného proudu ochranného plynu (argon, dusík), který umožňuje nástřik materiálů se střední teplotou tavení, jako jsou ocel, NiCrBSi, Mo i některé druhy oxidů.

### Detonační nástřik
Detonační nástřik využívá tepelné a kinetické energie spalovacího procesu plynů (kyslík, acetylen popř. ve směsi s dalším topným plynem), uzavřených ve spalovací komoře, do které je přiváděn tlakem plynu (dusík) materiál ve formě prášku. Směs plynů a prášku je diskontinuálně zapalována zapalovací svíčkou. Vzniklá exploze plynů ohřívá a současně urychluje částice prášku hrdlem hořáku směrem k povlakované součásti. Poté je spalovací komora vypláchnuta proudem dusíku. Tento proces je cyklicky opakován s frekvencí více než 300 cyklů za minutu, zpravidla 5–8 cyklů za vteřinu.
Ve srovnání s nástřikem plamenem dosahuje vyšších teplot i rychlostí dopadu. Poprvé byl tento princip použit firmou Union Carbide (později Praxair, nyní Linde AMT) pod obchodním názvem D-Gun™. Modifikovaná verze nese označení Super D-Gun™. Nástřiky touto technologií má patentově chráněnu společnost Praxair Surface Technologies, Inc., která má ve svém portfoliu i řadu dalších PVD/CVD povlakovacích technologií např. povlakování PVD elektronovým paprskem, difúzní povlakování alitací, elektrodepozice Tribomet™ atp.

### Vysokotlaký a vysokorychlostní nástřik plamenem (HP/HVOF)

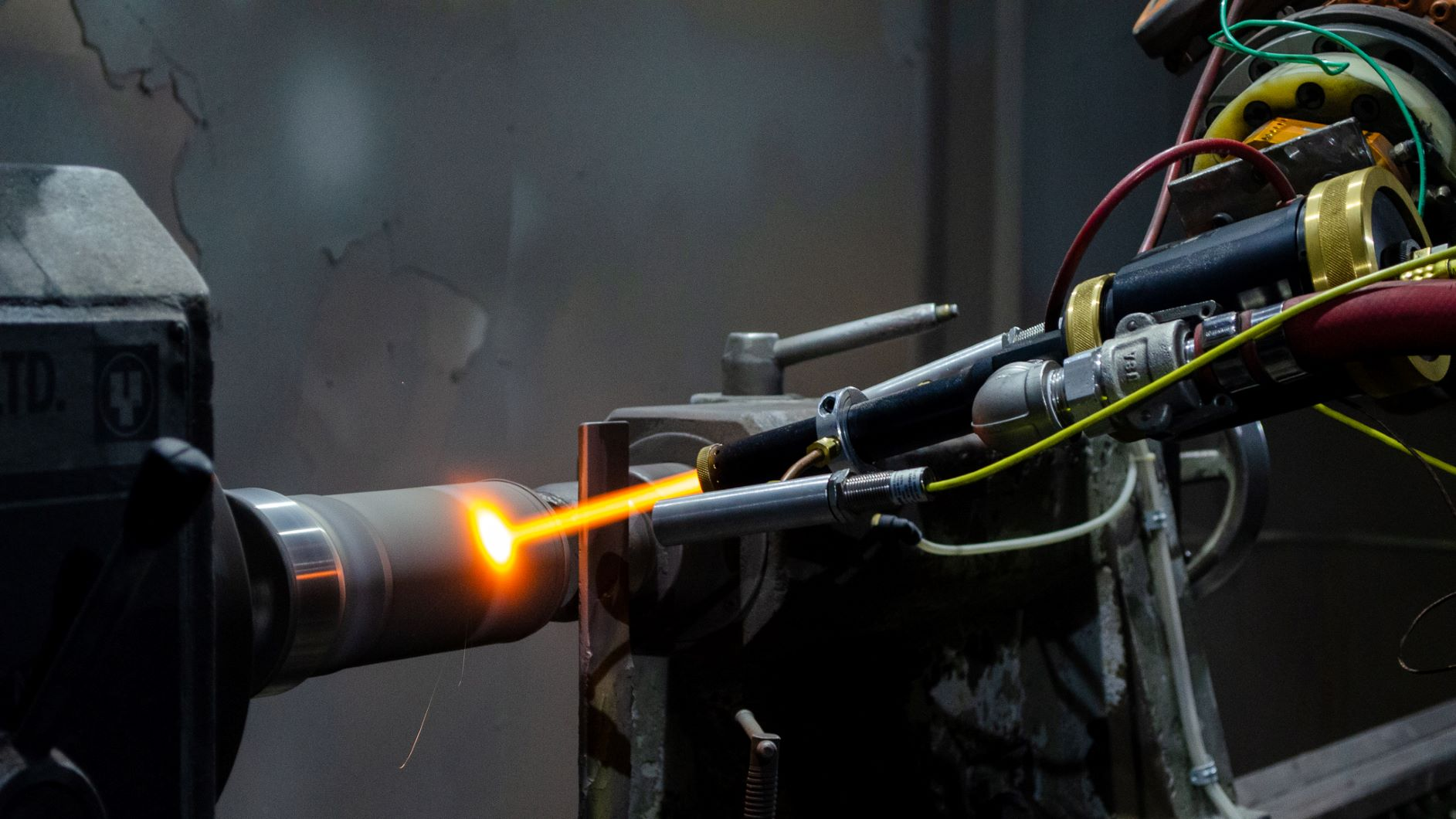
Vysokorychlostní nástřik HVOF

Tato metoda je ve svém principu podobná metodě D-Gun s tím rozdílem, že plnění spalovací komory a hoření plynů probíhá kontinuálně. Je založena na speciálním designu hořáku, kde dochází k hoření směsi kyslík - palivo (vodík, metan, acetylen, propylen, propan, propadien, kerosin atd.). Hořáky jsou chlazeny vzduchem nebo vodou. Produkty hoření jsou urychlovány v konvergentně divergentní trysce až na supersonické hodnoty. Materiál ve formě prášku je za pomoci nosného plynu (dusík) přiváděn do supersonického plamene, kde dojde k jeho natavení a výraznému urychlení směrem k povlakované součásti.

### Nástřik elektrickým obloukem
Tato metoda používá přídavný materiál ve formě dvou drátů, mezi jejichž konci hoří elektrický oblouk. Vzniklá tavenina je rozprašována stlačeným plynem (vzduch, dusík, argon). Tím se vytvoří proud roztavených kapiček nanášeného materiálu dopadajících na povrch povlakované součásti. Jednoduchost, nízké provozní náklady, mobilita (pro provoz je zpravidla potřeba pouze stlačený vzduch a elektrická energie), vysoký výkon (až 60 kg materiálu za hodinu) a široké spektrum čistých kovů a jejich slitin (Fe, Ni, Cu, Al, Zn, Sn atd.) dostupných ve formě drátu jsou hlavní přednosti tohoto druhu žárového nástřiku.
Tato technologie je dnes dominantní v nástřicích velkých ocelových konstrukcí (mosty, sloupy, věže, jeřábové konstrukce) čistým zinkem nebo slitinou ZnAl 85/15 a vytlačila již do ústraní klasickou metalizaci plamenem.

### Plazmatický nástřik

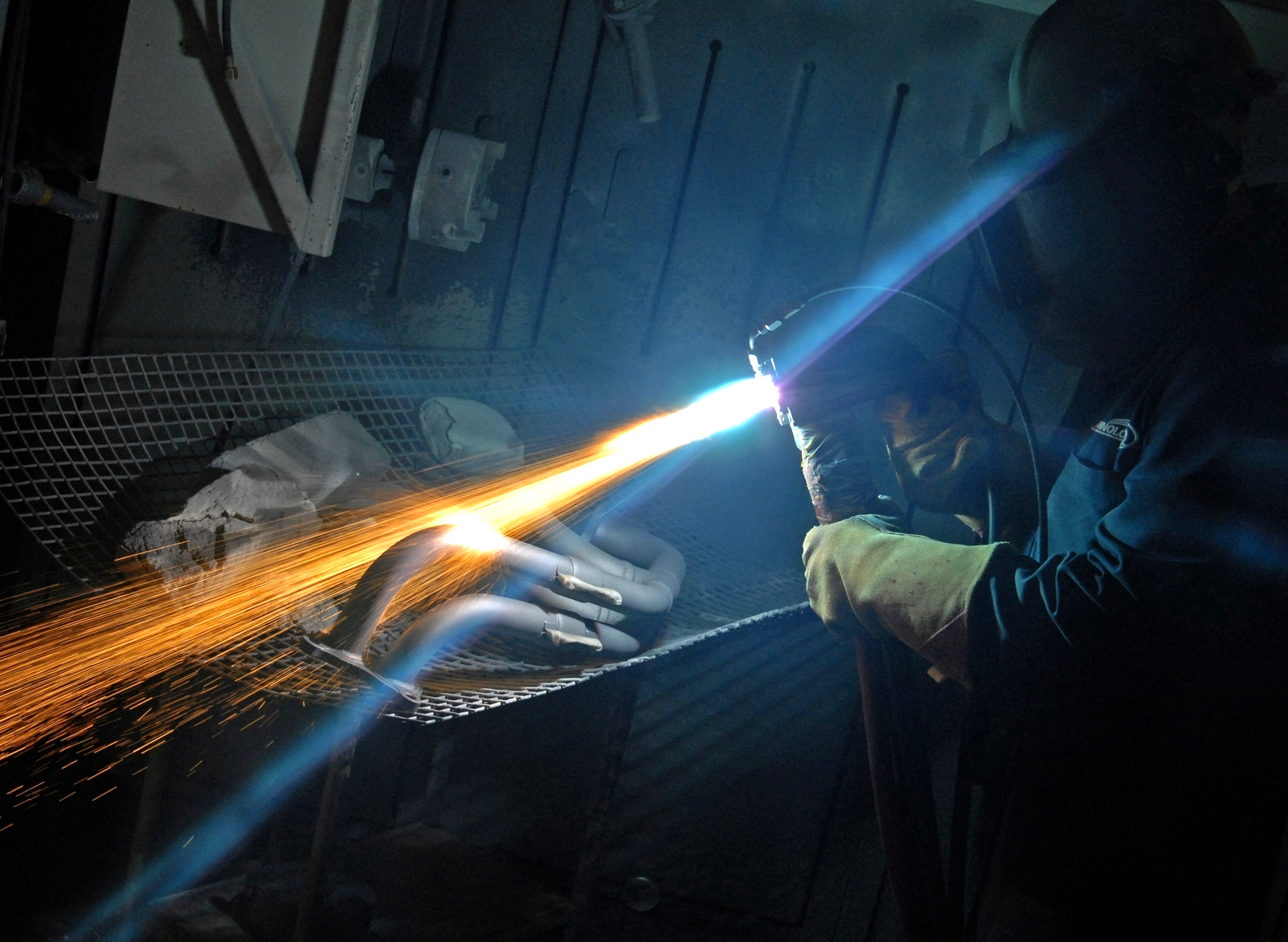
Plazmatický nástřik s plynovou stabilizací a nepřeneseným obloukem

Plazmová zařízení se liší systémem stabilizace oblouku, mohou být s vodní nebo plynovou stabilizací. U plynové stabilizace lze pracovat s tzv. nepřeneseným obloukem (hoří mezi katodou a anodou v hořáku) a nebo přeneseným obloukem (mezi hořákem a povlakovanou součástí). Nejpoužívanějším systémem v průmyslových aplikacích jsou plazmy s plynovou stabilizací a nepřeneseným obloukem.
V plazmovém hořáku s plynovou stabilizací a nepřeneseným obloukem hoří elektrický oblouk mezi vodou chlazenou wolframovou katodou a válcovou měděnou anodou, tvořící zároveň trysku plazmového hořáku. Elektrický oblouk hoří v ionizačním plynu (obvykle argon nebo jiný inertní plyn s několika procenty plynu zvyšujícího entalpii plazmatu, např. vodík, helium, dusík). Plazmový plyn je napouštěn axiálně do hořáku, na jehož druhém konci vystupuje plazma s vysokou teplotou (až 30 000 °C) a entalpií. Do něj se pomocí nosného plynu (argon, dusík) přivádí nanášený materiál ve formě prášku zrnitosti kolem 100 mikronů. Teplota a rychlost proudu plazmatu závisí zejména na konstrukci hořáku, energetickém příkonu a použitém plynu. Základním plynem plazmatu je argon, který však sám tvoří pouze nízkoenergetické plazma. Proto se používá ve směsi s heliem (20-50 objemových % He) nebo s vodíkem (5-15 objemových % H2) a lze dosáhnout výkonu do 100kW. Jedním z nejteplejších plazmových plynů je dusík, avšak jeho použití je omezeno jeho vysokou reaktivností s většinou přídavných materiálů, avšak dusíko-vodíkové plazmy dosahují výkonů 165-220kW.

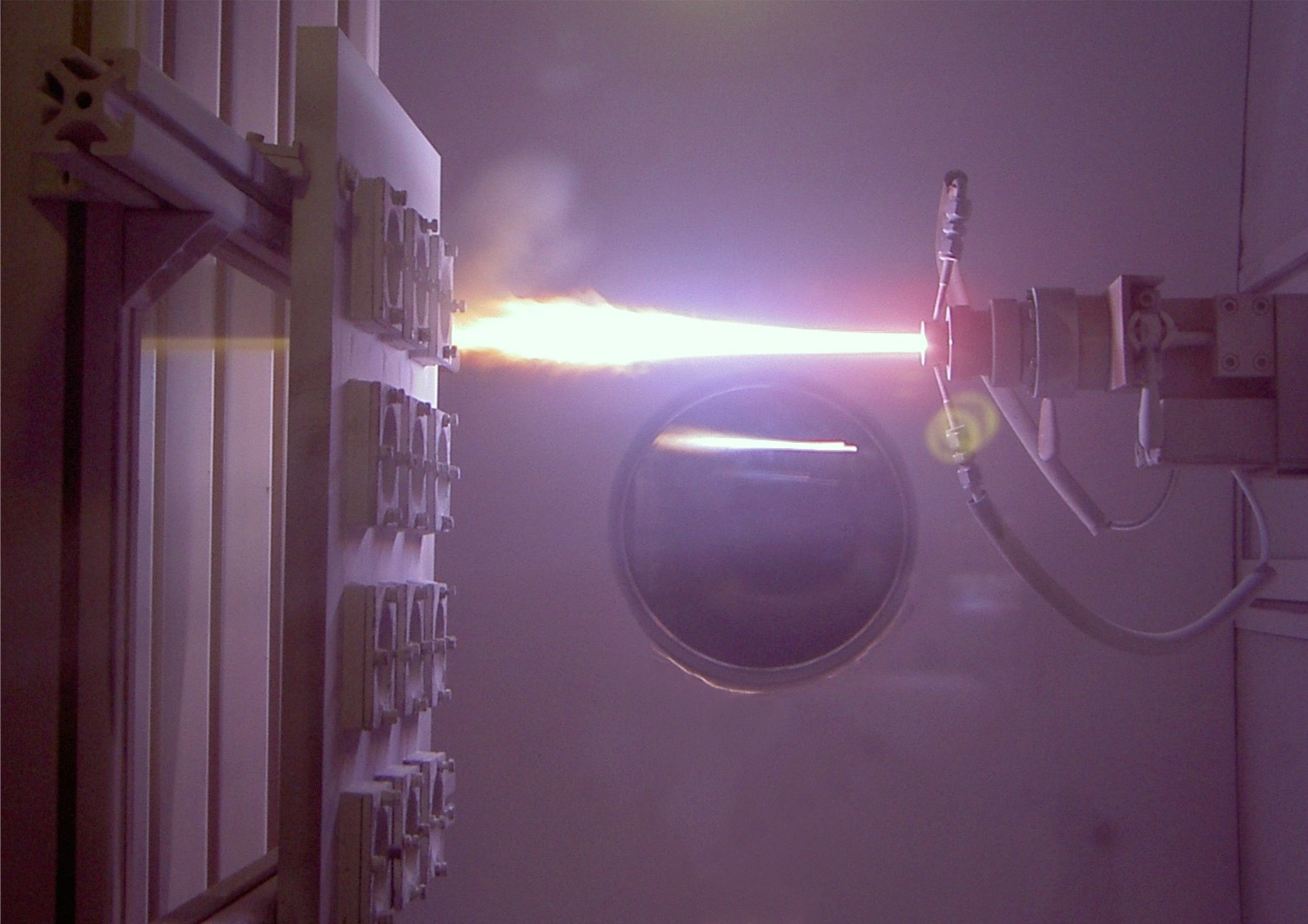
Plazmatický nástřik ve vakuu (LPPS/VPS)

Modifikací standardního plazmatického nástřiku je použití ochranné atmosféry. V tomto případě je ke snížení obsahu oxidů ve struktuře a zlepšení hustoty povlaku použito stínění proudu plazmatu inertním plynem, obvykle argon nebo dusík. Omezení přístupu kyslíku do proudu plazmatu a jeho nahrazení argonem vede kromě snížení výskytu oxidů také k vyšší teplotě a prodloužení proudu plazmatu, což má za následek vyšší protavení částic prášku. Pro dosažení extrémně vysoké hustoty, přilnavosti a čistoty povlaků je možné provádět plazmatický nástřik v uzavřené komoře za sníženého tlaku (obvykle 50-200 mbar), tzv. LPPS (low pressure plasma spraying) nebo VPS (vacuum plasma spraying).

### Laserové navařování
Laserové navařování nabízí možnost vytváření funkčních povlaků na kovových součástech anebo jejich ekonomické opravy. Vysoká přesnost a opakovatelnost procesních parametrů umožňuje provádět definované nanášení materiálu. Díky tomu jsou redukovány požadavky na časově a ekonomicky náročné maskování přilehlých ploch jako je tomu u ostatních žárových nástřiků.
Možnost přesné depozice materiálu umožňuje vytvoření téměř požadovaného tvaru, čímž jsou minimalizovány požadavky na následné obrábění potřebné k dosažení požadovaných tvarových a rozměrových charakteristik. Touto technologií se nanášejí práškové materiály na bázi niklu, kobaltu nebo železa především pro zvyšování tvrdosti povrchové vrstvy.
| Technologie žárových nástřiků | rychlost částic [m.s−1] | přilnavost (adheze) [MPa] | obsah oxidů [%] | porezita [%] | výkon nanášení [kg.h−1] | typická tloušťka vrstvy [mm] |
| ----------------------------- | ----------------------- | ------------------------- | --------------- | ------------ | ----------------------- | ---------------------------- |
| plamen (FS)                   | 40                      | 8-20                      | 2-10            | 5-15         | 1-10                    | 0,2-10                       |
| elektrický oblouk (TWAS)      | 100                     | 10-40                     | 10-20           | 2-10         | 6-60                    | 0,1-10                       |
| plasma APS/VPS                | 200-600                 | 20-70                     | 1-3             | 1,5-10       | 1-5                     | 0,05-3                       |
| vysokorychlostní HP/HVOF      | 500-1000                | 70-150                    | 1-2             | 1-2          | 3-6                     | 0,05-2                       |
| D-Gun, Super D-Gun            | 760-900                 | 70-150                    | 1-2             | 1-2          | 1-5                     | 0,05-0,5                     |

## Aplikace žárových nástřiků
Použití nástřikových technologií a aplikace jimi vytvořených povlaků můžeme „sledovat“ ze dvou základních pohledů: k čemu (korozivzdornost, otěruvzdornost, žáruvzdornost, kompatibilita, obrusitelnost, vodivost atp.) a kde slouží (průmyslová odvětví).

Oprava rozváděcí lopatky leteckého motoru opravným pájením (5-6) a žárovým nástřikem M-CrAlY (7-8)

Historicky nejstarší aplikací jsou nástřiky ke zvýšení korozivzdornosti a otěruvzdornosti plamenem. Klasická metalizace z drátů na bázi mědi, zinku, hliníku a nerezavějících ocelí (protikorozní ochrana) byla postupně rozšířena o nástřiky molybdenu (kluzné vlastnosti), slitin (NiCr, NiCrMo, NiCrAl), trubičkovými dráty a exotermickými materiály (NiAl, NiTi). Obdobné materiály se používají i u nástřiku elektrickým obloukem z drátů. Tyto technologie se využívají při renovacích i v prvovýrobě v hutním, těžebním, chemickém průmyslu a v energetice. Technologie nástřiků plamenem z prášků dovolila využití tvrdokovů na bázi niklu (NiCrBSi – někdy zvané jako dvoufázové nástřiky tzv. stavovací resp. přetavené povlaky) a kobaltu (stellite, triebaloy), což rozšířilo pole působnosti o „jemnější“ odvětví jako jsou automobilní, sklářský, textilní, papírenský, polygrafický a elektrotechnický průmysl. Při přetavení povlaku dojde ke slinutí jednotlivých částic nástřiku až k difúznímu spojení se základním materiálem. Minimální porozitou a vysokou přilnavostí se vyznačují vrstvy zhotovené vysokorychlostními technologiemi HP/HFOV a detonačním dělem.
Plné využití keramických práškových materiálů (odolnost proti otěru, elektroizolační a tepelně izolační vlastnosti) umožnily až plazmové technologie. Oxidická keramika typu oxidů Al, Cr, Zr a Ti resp. neoxidická keramika typu karbidů (W, Cr, Si, B a Ti), popř. kovokeramika (cermety např. Ni – grafit, hydroxylapatit) poskytují vynikající odolnost proti otěru a opotřebení, resp. mají vynikající tepelně izolační vlastnosti a nebo naopak žádoucí obrusitelnost, kompatibilitu atp. Se zaváděním keramických vrstev se datuje prudký rozvoj těchto technologií v leteckém a raketovém průmyslu. Pro tvorbu tepelných bariér se využívají v konstrukci turbín a spalovacích komor pracujících za vysokých teplot (až 1350 °C) vícesložkové, plazmově stříkané vrstvy. Nejčastější, sendvičové vrstvy se skládají z přilnavostí kovové mezivrstvy M-CrAlY, kde M je Ni, Co nebo jejich kombinace (tloušťka 0,05-0,15 mm), a vrchní keramiky na bázi oxidu Zr stabilizovaném oxidem ytria 7-20% (tloušťka 0,1-0,5 mm), například u motoru Walter M-202 enormní tepelné namáhání pístů (v oblasti dna pístu až 420 °C, v oblasti pístních kroužků 250 °C) bylo sníženo použitím technologie plazmatického nástřiku vytvořením tepelné, cermetové bariéry s vrchním vrstvou na bázi stabilizovaného oxidu zirkoničitého (ZrO2). Nejširšího využití se dostalo materiálu Ni-22Cr-10Al-1Y, který se stříká i na oběžné díly turbin (lopatky pracující do 980 °C, ochrana proti vysokoteplotní korozi) buď plazmou za sníženého tlaku a nebo klasickou plazmou APS a s následným tepelným zakotvením povlaku k substrátu (tloušťka 0,05-0,1 mm). Špičkovým materiálem je slitina Co-32Ni-21Cr-8Al-0,8Y, která může pracovat až do 1040 °C. Nástřik tvarově složitých součástí je nezbytné provádět na robotizovaných pracovištích s vysoce inteligentním řídícím systémem. Tak se vytvářejí sendvičové nebo gradované vrstvy (postupný přechod z mezivrstvy na keramiku).

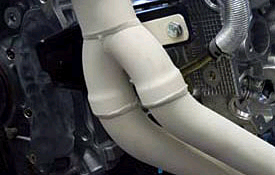
Plazmou stříkaná keramická vrstva na výfuk automobilu

Prášky na plazmově stříkané vrstvy odolné opotřebení jsou určeny v podstatě pracovní teplotou součásti. Na součásti pracující při teplotě okolí se využívají oxidické keramiky, slitiny NiCrBSi nebo CoCrWC (stellite, tribaloy). Tyto slitiny se vyznačují vysokou tvrdostí (25 - 72 HRc) a dobrou přilnavostí. Se zvyšující se teplotou (do 480 °C) jsou nahrazovány cermety karbid wolframu WC+12-17%Co a do 870 °C pak karbidy chromu s 25% NiCr. Funkční tloušťky vrstev po opracování jsou v rozmezí 0,05-0,15 mm. Dříve dominantní plazmatický nástřik v současnosti nahrazuje efektivnější HP/HFOV nástřik. Povlaky odolné proti opotřebení se využívají v automobilním průmyslu (synchronní kroužky, čepy klikových hřídelí, vačky, čepy), ve sklářském průmyslu (sklářské formy a trny namáhané abrazivním a tepelným účinkem skloviny), v textilním průmyslu (povlaky odolné proti opotřebení na vodítkách nití, tzv. prasečí ocásky), v chemickém, v papírenském, v tiskařském průmyslu, v těžkém strojírenství (otěruvzdorné tvrdé povlaky na rovinné a rotační plochy součástí a komponent, odolnost proti otěru, fretting únavě náhrada tvrdého chromování) atd.
Obrusno-oděrné vrstvy se používají na těsnící ucpávky k vymezení vůle mezi statorem a rotujícími částmi. Cílem je těmito vrstvami minimalizovat tlakové ztráty na pracovních médiích u oběžných lopatek a u labyrintů hřídelů. I zde je výběr přídavného materiálu ovlivněn pracovní teplotou, pro studené části do 325 °C se používá směs 40% polyesteru s Al-12Si popř. s Al-bronzem, do 550 °C Ni-grafitové kompozity a do 815 °C prášky obsahující NiCrAl s nitridem boru. Vzhledem k nižší přilnavosti těchto nástřiků se zpravidla stříká na základní materiál mezivrstva na bázi NiCr, NiCrAl nebo NiAl v tloušťce 0,05-0,15 mm. Funkční vrstvy „výstelek“ dosahují tloušťky 1,2-1,5 mm. Pro vyšší teploty se používají voštinové ucpávky, mnohdy vyplněné nástřikem stabilizovaným oxidem Zr. Na vyvíjeném motoru Walter M-602 byly tyto stříkané výstelky použity na několika místech kompresoru, spalovací komory a turbín. Jednalo se o podkladovou vrstvu NiAl a vrchní, funkční plochu z materiálu ANB (75% Al + 25% nitrid boru).
Hydroxylapatit (zkratka HA resp. HAp) je minerál a jeden z nejvýznamnějších biokeramických materiálů. Hydroxylapatit je hlavní neorganickou složkou kostí a zubů; v lékařství je horkým favoritem při přípravě materiálu vhodného pro ortopedické implantáty (kyčelní a kloubní náhrady). HA má bioaktivní, biokompatibilní a non biodegradabilní vlastnosti. Jako práškový materiál se již dnes využívá k nástřikům plazmou na implantáty vyrobené z titanových nebo kobaltových slitin. Tyto vrstvy urychlují proces hojení a zajišťují vznik pevné vazby mezi kostní tkání a povrchem implantátu. Hydroxylapatit se využívá především v ortopedii, čelistní (zubní implantáty) a obličejové chirurgii.